# 近正宏光
近正 宏光（こんしょう ひろみつ、1971年 - ）は、日本の篤農家。 農業生産法人越後ファーム株式会社代表取締役。雪室籾貯蔵から精米する「今摺り米」と自然農法米づくりによる中山間地域再生に尽力している。

## 人物
1971年、新潟県村上市で生まれる。1989年、新潟県立村上高等学校を卒業。1993年、明海大学を卒業。2006年3月5日、農業生産法人越後ファームを設立。2013年2月20日、日本橋三越本店に、6次産業化プロジェクトによる直営・米ショップ第1号店の『越後ファーム 田んぼネットワーク』を出店。新精米工場、雪蔵の米管庫が竣工。2016年3月より、『雪蔵今摺り米』コシヒカリが日本航空に国際線ビジネスクラス機内食として提供される。

## 出演番組
- NHK『日曜討論』「どうなる日本農業」 2015年10月18日<出演者>島田敏男、中川緑、森山裕、奥野長衛、本間正義、東山寛、森田満樹、近正宏光

## 著書
- 『コメの嘘と真実 新規就農者が見た、とんでもない世界!』角川マガジンズ ISBN 978-4047316140 （2013年7月10日）

## 関連記事
- 新エネルギー導入促進協議会[2]
- 日本経済新聞[3]
- Market Hack [4]
- イズム[5]
- トリガーポイント研究所[6]
- NTCコンサルタンツ株式会社[7][8]